# Wasserwirtschaft wassertechnik
Die wasserwirtschaft wassertechnik (abgekürzt wwt), Untertitel Das Praxismagazin für Entscheidungen im Trinkwasser- und Abwassermanagement ist eine Fachzeitschrift für Trink- und Abwasserwirtschaft und -technik. Auch rechtliche Aspekte werden behandelt.
Die wwt wird von der dfv Mediengruppe herausgegeben; es erscheinen neun Ausgaben pro Jahr. Ihre verbreitete Auflage lag gemäß IVW im dritten Quartal 2022 bei 6.249 verbreiteten Exemplaren. Seitdem wird die Auflage nicht mehr gemeldet.
Begründet wurde die Zeitschrift 1951 vom Ost-Berliner Verlag für Bauwesen als Wissenschaftliche Zeitschrift für Technik und Ökonomik der Wasserwirtschaft. Sie erschien damals monatlich und wurde herausgegeben vom Ministerium für Umweltschutz und Wasserwirtschaft sowie der Kammer der Technik der DDR. Bis Mitte 2018 übernahm die Huss-Medien GmbH die Herausgabe.